# Closing Time
Closing Time er Tom Waits' debutalbum fra 1973. Albummet stikker i mange stilistiske retninger, men har et gennemgående melankolsk udtryk og en tekstmæssig optagethed af kærligheden; både den tabte og den svære. Albummet er produceret af Jerry Yester og udgivet på Asylum Records. Alle numre skrevet af Tom Waits.

## Spor
- "Ol' '55" – 3:58
- "I Hope That I Don't Fall in Love With You" – 3:54
- "Virginia Avenue" – 3:10
- "Old Shoes (& Picture Postcards)" – 3:40
- "Midnight Lullaby" – 3:26
- "Martha" – 4:30
- "Rosie" – 4:03
- "Lonely" – 3:12
- "Ice Cream Man" – 3:05
- "Little Trip to Heaven (On the Wings of Your Love)" – 3:38
- "Grapefruit Moon" – 4:50
- "Closing Time" – 4:20